# Lindö, Ekerö kommun
För andra betydelser, se Lindö (olika betydelser).

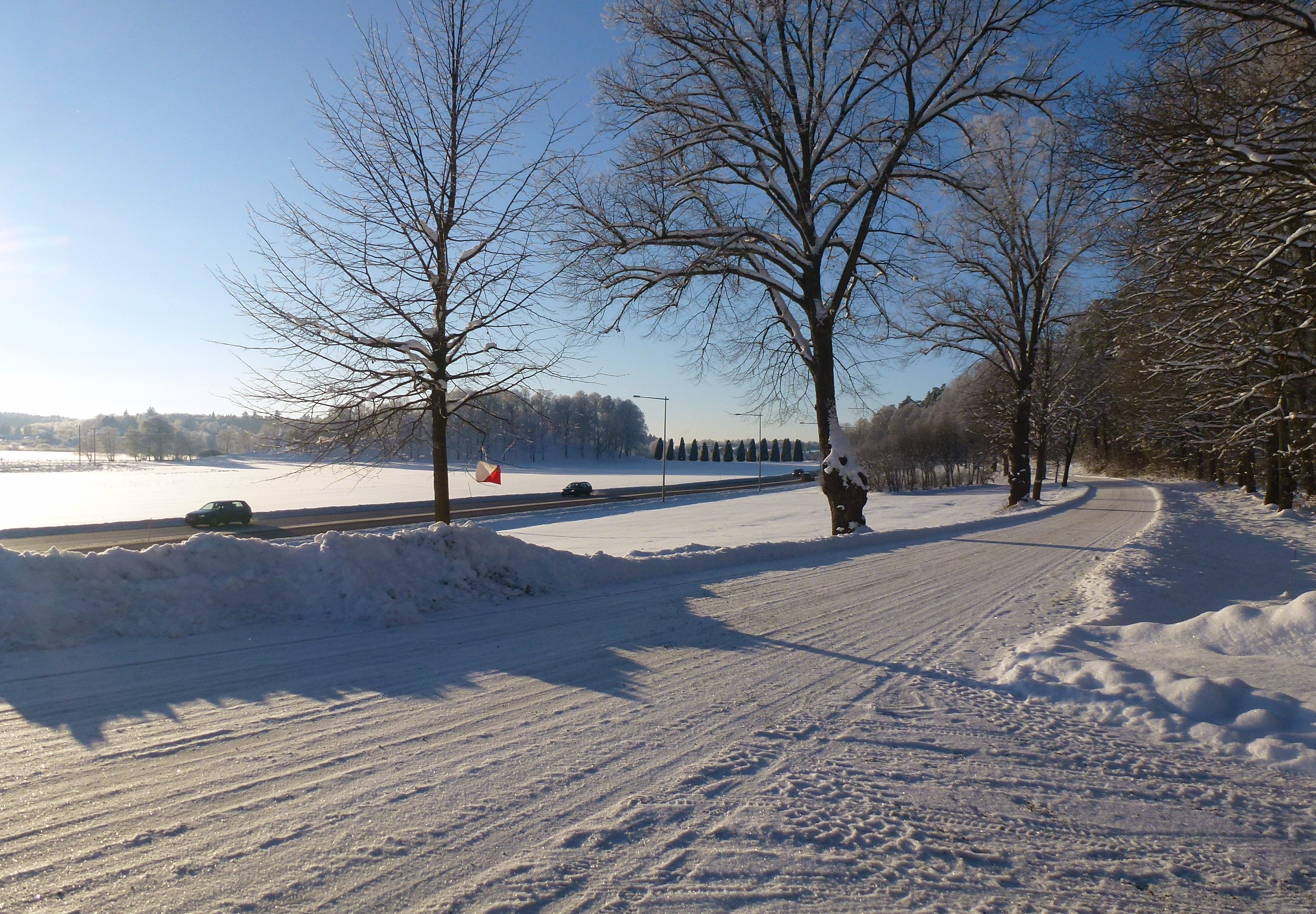
Vy över Lindö mot väst. Wallenbergs allé med
Ekerövägen till vänster och kullen med Wallenberg-mausoleet i bakgrunden, januari 2013.

Lindö är en tidigare ö inom Lovö socken i Ekerö kommun i Uppland, Stockholms län. Lindön förbinds idag med Lovön genom ett 200 meter brett näs vid Lindöbro, men skiljs från Ekerön av Tappsundet och från Färingsö av Lullehovssundet. 

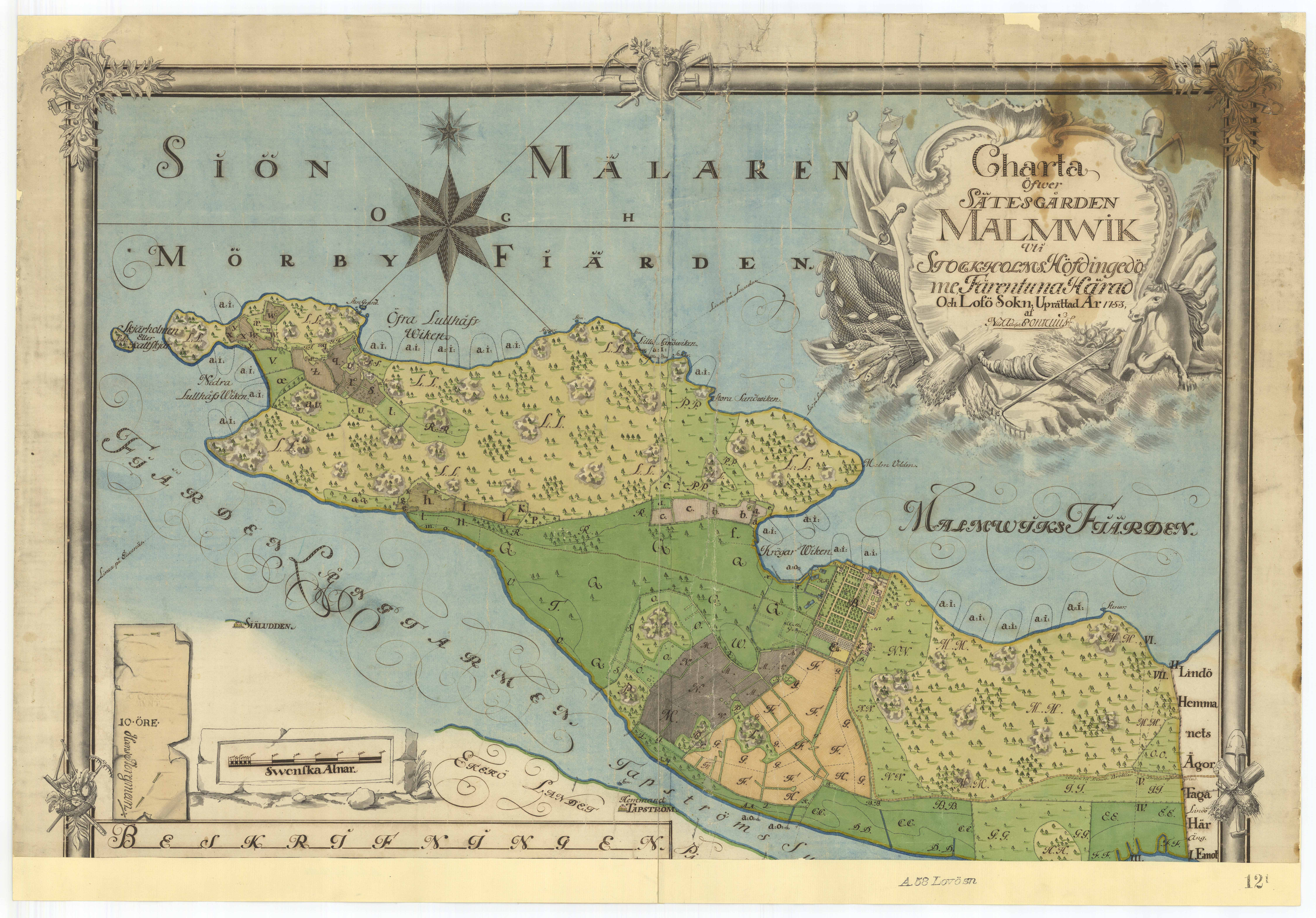
Västra delen av Lindö med Malmvik från 1753.

Lindön har nyttjats av människan under lång tid och på öns östra delar, vid Lindöbro och Lindötunneln ﬁnns ﬂera fornlämningar, bland annat i form av stensättningar och gravplatser. Genom den alltjämt pågående landhöjningen har öns storlek ökat och dess strandlinje höjts, vilket har bidragit till att Lindön och Lovön har växt ihop. Landskapet på Lindön karaktäriseras av de skogbevuxna höjdryggarna och de låglänta markerna ner mot Fiskarfjärden och Långtarmen i söder samt Malmvikssjön i norr. 
Över hela Lindö leder en gammal landsväg som idag till största delen utgörs av Ekerövägen och som devis fått ny en sträckning i början av 1990-talet. Längs vägen återfinns fyra milstenar. Den gamla landsvägen från Nedre Lindö och fram till Malmvik är bevarad och heter numera Wallenbergs allé, men stängdes av för allmän trafik sedan den nya sträckningen av Ekerövägen invigdes år 1997. Ett av landmärkena är en iögonfallande kulle som är släkten Wallenbergs begravningsplats, även kallad Wallenberg-mausoleet. Kullen är en istida isälvsavlagring.
Större delen av Lindön hör till herrgården Malmvik, som härstammar från 1600-talets stormaktstid då stora jordegendomar delades ut till adeln. Malmviks säteri har anor från 1300-talet som kungsgård. Då byggherren Erik Larsson (adlad von der Linde) förvärvade marken på 1600-talet inköptes även Lindö gård på den östra delen av ön. 